# Filandro De Collibus
Filandro De Collibus (Pianella, 23 ottobre 1889 – Pescara, 19 dicembre 1975) è stato un avvocato e politico italiano.
Figlio di Vincenzo e Giulia Celestina D'Alfonso. Di antica famiglia oriunda di Moscufo (Teramo).
Federale di Pescara è il primo presidente della locale sezione dell'Aeroclub d'Italia. Dal 1930 al 1937 dirige l'Adriatico, organo ufficiale della federazione fascista.